# Karierte Strumpfbandnatter
Die Karierte Strumpfbandnatter (Thamnophis marcianus), auch Bunte Strumpfbandnatter oder Schachbrettnatter genannt, ist eine von fast 40 Schlangenarten der Gattung Strumpfbandnattern. Sie wird 60 bis knapp 110 cm lang. Männchen sind kleiner als Weibchen. Wie alle Strumpfbandnattern ist sie lebendgebärend mit Wurfgrößen bis zu 30 Jungtieren. In der Natur bevorzugt sie als Nahrung Amphibien, frisst aber auch Echsen, Regenwürmer, Fische, Nager oder kleine Krebstiere.
Die Karierte Strumpfbandnatter ist in den Südweststaaten der USA sowie Mexiko bis nach Costa Rica heimisch. Ihr natürliches Vorkommen in Guatemala und El Salvador ist fraglich. Im US-Staat Kansas ist ihr Bestand gefährdet und steht unter Artenschutz.